# Taekwondo nos Jogos Pan-Americanos de 2023 - Até 49 kg feminino
A categoria até 49 kg feminino do taekwondo nos Jogos Pan-Americanos de 2023 foi disputado em 21 de outubro de 2023 no Centro de Esportes de Contato, localizado no cluster do Estádio Nacional. Um total de 14 taekwondistas, cada uma representando um Comitê Olímpico Nacional (CON), participaram do evento.

## Medalhistas
| Ouro   | MEX Daniela Souza                   |
| Prata  | COL Andrea Ramírez                  |
| Bronze | ARG Giulia Sendra USA Melina Daniel |

## Resultados
A competição foi realizada em um único dia até a definição das medalhistas:

### Fase eliminatória
|  | Oitavas de final       | Oitavas de final       | Oitavas de final |  |  | Quartas de final   | Quartas de final   | Quartas de final   |   |                    | Semifinal          | Semifinal         | Semifinal |  |  | Final | Final | Final |
|  |                        |                        |                  |  |  |                    |                    |                    |   |                    |                    |                   |           |  |  |       |       |       |
|  |                        |                        |                  |  |  |                    |                    |                    |   |                    |                    |                   |           |  |  |       |       |       |
|  |                        |                        |                  |  |  | MEX Daniela Souza  | MEX Daniela Souza  | 2                  |   |                    |                    |                   |           |  |  |       |       |       |
|  | USA Melina Daniel      | USA Melina Daniel      | 2                |  |  | USA Melina Daniel  | USA Melina Daniel  | 0                  |   |                    |                    |                   |           |  |  |       |       |       |
|  | PER Alessandra Suárez  | PER Alessandra Suárez  | 0                |  |  |                    |                    |                    |   | MEX Daniela Souza  | MEX Daniela Souza  | 2                 |           |  |  |       |       |       |
|  | CRC Laura Sancho       | CRC Laura Sancho       | 2                |  |  |                    | CHI Deisy Guelet   | CHI Deisy Guelet   | 0 |                    |                    |                   |           |  |  |       |       |       |
|  | GUY Ceili Peterson     | GUY Ceili Peterson     | 1                |  |  | CRC Laura Sancho   | CRC Laura Sancho   | 2                  |   |                    |                    |                   |           |  |  |       |       |       |
|  | CUB Marlyn Pérez       | CUB Marlyn Pérez       | 1                |  |  | CHI Deisy Guelet   | CHI Deisy Guelet   | 0                  |   |                    |                    |                   |           |  |  |       |       |       |
|  | CHI Deisy Guelet       | CHI Deisy Guelet       | 2                |  |  |                    |                    |                    |   |                    | MEX Daniela Souza  | MEX Daniela Souza | 2         |  |  |       |       |       |
|  | CAN Angelique Orozco   | CAN Angelique Orozco   | 0                |  |  |                    | COL Andrea Ramírez | COL Andrea Ramírez | 1 |                    |                    |                   |           |  |  |       |       |       |
|  | BOL Jireh Hurtado      | BOL Jireh Hurtado      | 2                |  |  | BOL Jireh Hurtado  | BOL Jireh Hurtado  | 1                  |   |                    |                    |                   |           |  |  |       |       |       |
|  | URU María Grippoli     | URU María Grippoli     | 2                |  |  | URU María Grippoli | URU María Grippoli | 2                  |   |                    |                    |                   |           |  |  |       |       |       |
|  | VEN Virginia Dellan    | VEN Virginia Dellan    | 1                |  |  |                    |                    |                    |   | URU María Grippoli | URU María Grippoli | 0                 |           |  |  |       |       |       |
|  | ARG Giulia Sendra      | ARG Giulia Sendra      | 2                |  |  |                    | COL Andrea Ramírez | COL Andrea Ramírez | 2 |                    |                    |                   |           |  |  |       |       |       |
|  | PUR Victoria Stambaugh | PUR Victoria Stambaugh | 0                |  |  | ARG Giulia Sendra  | ARG Giulia Sendra  | 0                  |   |                    |                    |                   |           |  |  |       |       |       |
|  |                        |                        |                  |  |  | COL Andrea Ramírez | COL Andrea Ramírez | 2                  |   |                    |                    |                   |           |  |  |       |       |       |
|  |                        |                        |                  |  |  |                    |                    |                    |   |                    |                    |                   |           |  |  |       |       |       |

### Repescagem
|  | Disputa pelo bronze |                   |   |
|  |                     |                   |   |
|  | CHI Deisy Guelet    | CHI Deisy Guelet  | 0 |
|  | ARG Giulia Sendra   | ARG Giulia Sendra | 2 |

|  | Disputa pelo bronze |                    |   |
|  |                     |                    |   |
|  | URU María Grippoli  | URU María Grippoli | 0 |
|  | USA Melina Daniel   | USA Melina Daniel  | 2 |